# Terra Mitica
Terra Mitica är en park i Spanien.   Den ligger i provinsen Provincia de Alicante och regionen Valencia, i den östra delen av landet, 400 km sydost om huvudstaden Madrid. Terra Mitica ligger 159 meter över havet. Arean är 105 kvadratkilometer.
Terrängen runt Terra Mitica är varierad. Havet är nära Terra Mitica åt sydost.Runt Terra Mitica är det mycket tätbefolkat, med 1 135 invånare per kvadratkilometer. Närmaste större samhälle är Benidorm, 3,6 km sydost om Terra Mitica. Omgivningarna runt Terra Mitica är i huvudsak ett öppet busklandskap.